# Kleiner Labussee
Der Kleine Labussee (lokal auch als Kleiner Labus benannt) ist ein See im westlichen Landkreis Mecklenburgische Seenplatte, Mecklenburg-Vorpommern und befindet sich etwa 1,5 Kilometer nordwestlich der Ortschaft Wesenberg innerhalb des Gebiets der gleichnamigen Gemeinde.
Der Kleine Labussee schließt sich südlich an den Großen Labussee an und ist mit diesem durch einen Graben verbunden. Der See ist maximal 780 Meter lang und bis zu 390 Meter breit. Am Südufer befindet sich eine Siedlung mit einem weiter östlich gelegenen Familien- und Urlaubspark, während sich östlich des Sees das Waldgebiet der Quassower Tannen anschließt. 